# Pius Martin Maurer
Pius Martin Maurer OCist (* 30. April 1971 in Eggenburg in Niederösterreich) ist ein österreichischer Zisterzienser, Abt des Stiftes Lilienfeld, Pfarrer in Lilienfeld und Provisor in Traisen.

## Leben
Der in Eggenburg geborene Martin Maurer verbrachte die Kindheit in seinem Heimatort Unterdürnbach (Großgemeinde Maissau), wo er als Sohn einer Bauernfamilie aufwuchs. Er besuchte nach der Volksschule Maissau die Hauptschule Ravelsbach, dann das Aufbaugymnasium Hollabrunn, wo er 1989 die Matura ablegte. Am 19. August 1989 trat er in das Zisterzienserstift Lilienfeld ein und erhielt den Ordensnamen Pius.
Von 1990 bis 1992 studierte er an der Philosophisch-Theologischen Hochschule Heiligenkreuz und setzte anschließend bis 1997 seine Studien am Päpstlichen Athenaeum Sant’Anselmo in Rom fort, wo er 2002 zum „Doctor in Sacra Liturgia“ (SL.D.) promovierte. Zwischendurch nahm er im Studienjahr 1994/95 am Theologischen Studienjahr Jerusalem in der Dormitio-Abtei in Jerusalem teil.
Am 22. Juni 1996 erhielt Maurer im Stephansdom in Wien vom Erzbischof und späteren Kardinal Christoph Schönborn die Priesterweihe. Er feierte am 7. Juli 1996 in seiner Heimatpfarre Unterdürnbach die Primiz. 1998 wurde er zum Kaplan von Lilienfeld und zum Novizenmeister des Stiftes Lilienfeld ernannt.
Die Lehrtätigkeit begann Maurer 2003 als Lehrbeauftragter für Liturgiewissenschaft an der Philosophisch-Theologischen Hochschule St. Pölten und an der Philosophisch-Theologischen Hochschule Heiligenkreuz.
Von 2005 bis 2019 war er Prior des Stiftes Lilienfeld, von 2005 bis 2020 Hochschulprofessor für Liturgiewissenschaft an der Philosophisch-Theologischen Hochschule St. Pölten und von 2005 bis 2019 Mitglied der Liturgischen Kommission für die Diözese St. Pölten. An der Philosophisch-Theologischen Hochschule Heiligenkreuz hielt er mehrere Jahre als Gastprofessor liturgiewissenschaftliche Vorlesungen.
Pius Martin Maurer ist seit 1. Dezember 2011 als Provisor von Traisen und seit 1. September 2012 als Pfarrer von Lilienfeld tätig. Seit 1. Jänner 2022 ist er auch Provisor von Wilhelmsburg.

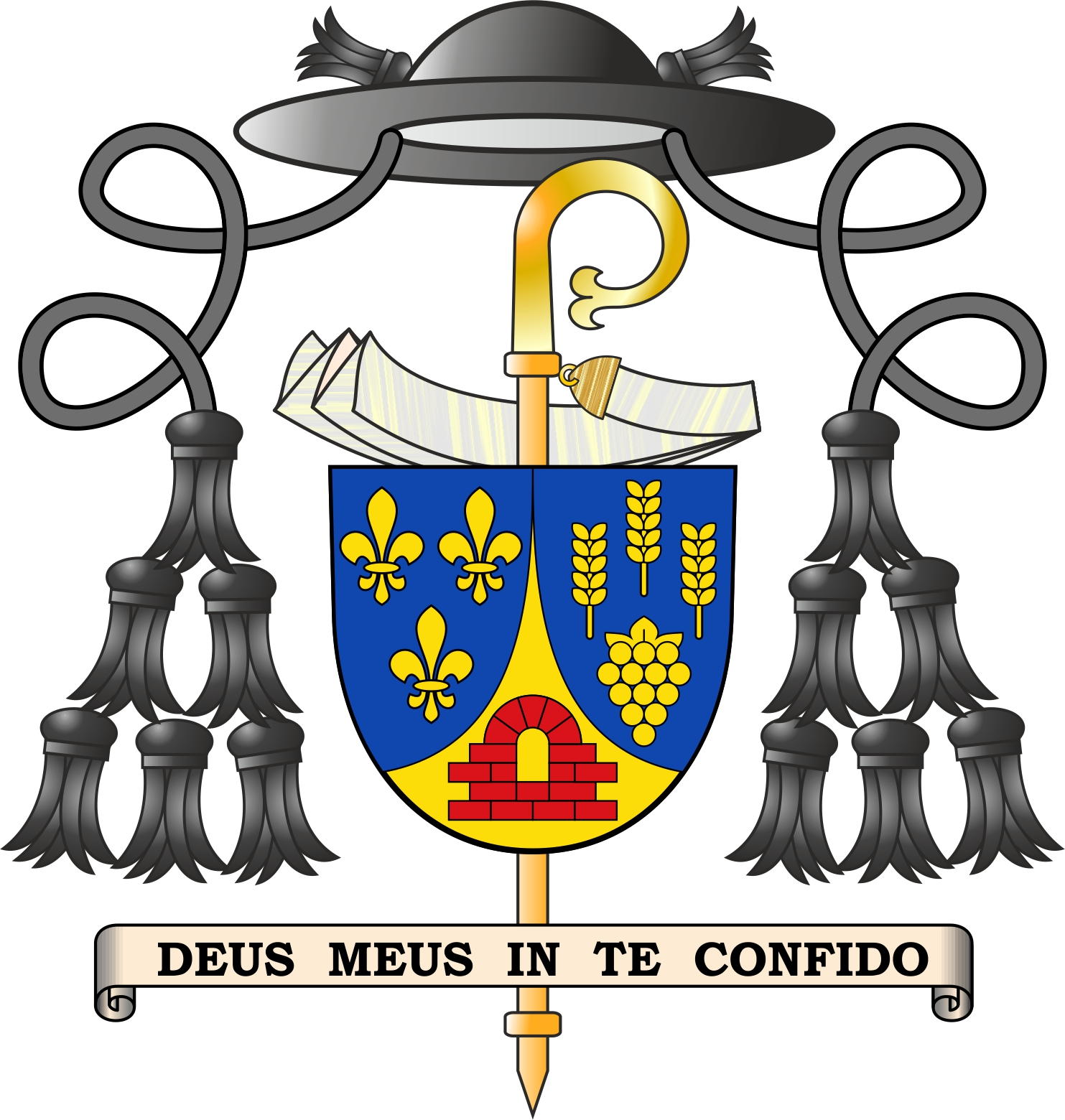
Abtswappen

Nach dem krankheitsbedingten Rücktritt von Abt Matthäus Nimmervoll am 15. Mai 2019 wurde Pius Martin Maurer am 16. Mai 2019 zum 66. Abt des Stiftes Lilienfeld gewählt. Am 28. Juli 2019 fand die Benediktion zum Abt unter dem Generalabt der Zisterzienser, Mauro-Giuseppe Lepori in einem Festgottesdienst statt.
Abt Pius ist Mitglied des St.-Georgs-Orden, Mitglied und Verbindungsseelsorger der KÖStV Babenberg Lilienfeld, Kurat der Feuerwehr Lilienfeld und Kurat der Pfadfindergruppe Lilienfeld.
Die Mönche von Lilenfeld haben Abt Maurer im April 2025 für weitere sechs jahre in seinem Amt bestätigt.

## Wappen
Das linke Feld enthält das Wappen des Stiftes Lilienfeld: drei Lilien auf blauem Grund. Das rechte Feld zeigt drei Getreide-Ähren und eine Weintraube, als Hinweis, dass Abt Pius aus einer Familie von Getreide- und Weinbauern stammt, außerdem als Hinweis auf die Eucharistie. Das mittlere Feld bildet eine Mauer ab, die nicht fertig ist, also eine Baustelle, an der der Maurer – so der Familienname von Abt Pius – noch zu arbeiten hat. Diese Mauer ist keine Grenzmauer, sondern, wie die Fensteröffnung andeutet, die Mauer eines Wohnhauses oder einer Kirche. Der Wahlspruch lautet: Deus meus, in te confido. Mein Gott, auf dich vertraue ich (Ps 25,2).

## Bibliographie (Auswahl)
- Kardinal Giovanni Bona. Cistercienser, geistlicher Schriftsteller und Pionier der Liturgiewissenschaft, in: Analecta Cisterciensia 59 (2009), S. 3–166.
- Sanctus-Deutungen in Werken der griechischen Patristik, Lit-Verlag Wien 2011, ISBN 978-3-7000-0936-8.
- Generalabt Teobaldo Cesari (1804–1879), in: Analecta Cisterciensia 63 (2013), S. 37–401.
- Campililiensia: Geschichte, Kunst und Kultur des Zisterzienserstiftes Lilienfeld, gemeinsam mit Irene Rabl und Harald Schmid im Verlag des Stiftes Lilienfeld 2015, ISBN 978-3-900935-11-5.
- Diverse Online-Publikationen im Zisterzienserlexikon
- Zahlreiche weitere Publikationen[6]